# Svartahavspiggvar
Svartahavspiggvar (Scophthalmus maeoticus) är en fiskart som först beskrevs av Pallas, 1814.  Svartahavspiggvar ingår i släktet Scophthalmus och familjen varfiskar. Arten förekommer i Azovska havet och Svarta havet. Dess vetenskapliga namn kommer av den latinska toponymen Maeotis, det antika namnet på Azovska havet.
Inga underarter finns listade i Catalogue of Life.

## Externa Länkar
- Wikimedia Commons har media som rör Svartahavspiggvar.
- Wikispecies har information om Scophthalmus maeoticus.